# Euniphysa spinea
Euniphysa spinea är en ringmaskart som först beskrevs av Michiya Miura 1977.  Euniphysa spinea ingår i släktet Euniphysa och familjen Eunicidae. Inga underarter finns listade i Catalogue of Life.